# Trafikplats Frösunda

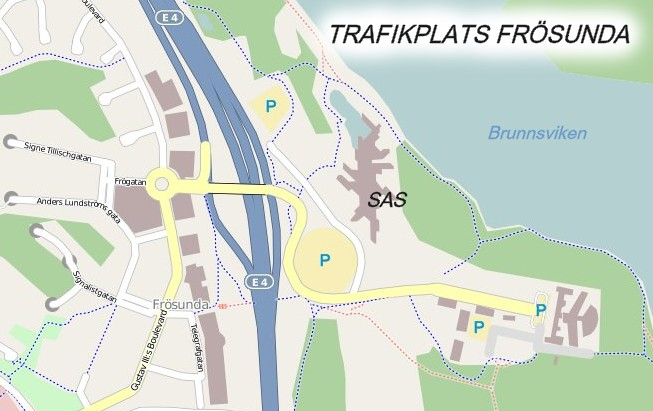
Trafikplats Frösunda

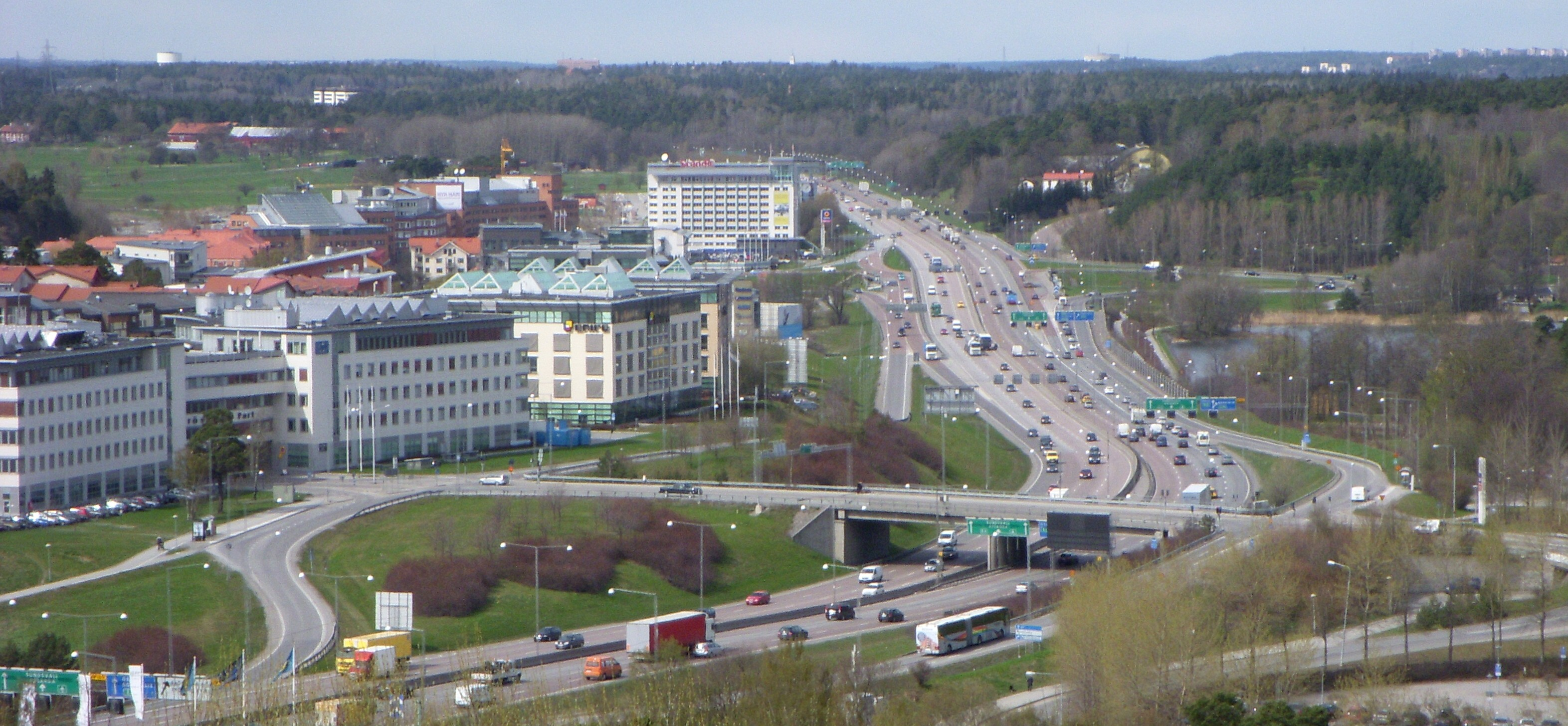
Uppsalavägen norrut med Frösunda trafikplats

Trafikplats Frösunda, avfartsnummer 168, är en trafikplats i Solna kommun strax norr om trafikplats Haga norra.
Trafikplatsen anlades 1988 i samband med uppförandet av  SAS koncernbyggnad vid Frösundavik. Då tillkom även bron över gång- och cykelvägen. Broarna utformades av vägverkets projektörer. Broarna förvaltas i dag av Solna kommun. För att få en bättre trafikanbindning till Uppsalavägen (E4) bekostade SAS delar av trafikplatsen.

## Pågående planer
Vägverket, Regionplane- och trafikkontoret inom Stockholms läns landsting samt kommunerna Stockholm, Solna och Sundbyberg genomförde på hösten 2009 en gemensamt strukturutredning, som förordar att en tunnelförbindelse mellan Frösunda trafikplats och Pampas trafikplats byggs. Den skulle innebära att trafiken på Uppsalavägen och på Norra länken förbi Hagastaden får en mycket kraftig trafikavlastning med uppskattningsvis ca 60 000 fordon/dygn.